# Phytocoris rainieri
Phytocoris rainieri är en insektsart som beskrevs av Knight 1920. Phytocoris rainieri ingår i släktet Phytocoris och familjen ängsskinnbaggar. Inga underarter finns listade i Catalogue of Life.